# Isabel Godin des Odonais
Isabel Godin des Odonais, född Graméson 1728 i Riobamba, Vicekungadömet Peru, idag Ecuador, död 28 september 1792 i departmentet Cher, Frankrike, var en adelskvinna som fick berömelse för en äventyrlig resa över Anderna och genom Amazonområdet.
Godin des Odonais var en kreol med franska rötter. Fadern var aktiv i administrationen av en mindre stad och en framgångsrik handelsman. Isabel gifte sig med den franska naturforskaren Jean Godin des Odonais som deltog i en expedition till ekvatorn. När Jeans far dog tänkte han resa med sin familj till Frankrike. Han gjorde en resa till Cayenne i Franska Guyana för att ordna alla papper för resan över Atlanten. Sjukdomar och andra omständigheter tvingade honom stanna kvar. När alla informationer uteblev startade Isabel Godin des Odonais efter 20 år en expedition för att leta efter sin make. Sällskapet bildades av 41 personer. Bland annat indianer som bärare, afrikanska slavar, två av Isabels yngre bröder, en sju år gammal brorson och tjänstekvinnor från Quechuafolket. Gruppen drabbades av sjukdomar som smittkoppor, av myteri och den gick vilse i regnskogen. Isabel själv upptäcktes efter flera dagar av regionens ursprungsbefolkning och hon fick vård. Resan var vid tidpunkten ungefär 132 engelska mil lång och den tog över 100 dagar. Med hjälp av folkgruppen och en präst fortsatte hon resan med ett fartyg längs Amazonfloden. Hon nådde den 22 juli 1770 en fransk fortifikation vid floden Oyapock där hennes make väntade. Paret trivdes inte i Cayenne och de fortsatte 1773 till Frankrike. Jean var sedan sysselsatt vid Frankrikes Naturhistoriska Museum.
Enligt olika verk hedras Isabel Godin des Odonais med artepitet av fågeln Champelix godina (andra stavningar: Chamaepelia oodinae eller Champelia och Columbina för släktet) som enligt avhandlingarna blev beskriven av Charles Lucien Bonaparte. Den enda sydamerikanska fågeln med ett liknande namn är däremot kolibrin turkosstrupig dunbena (Eriocnemis godini), men den fick sitt namn efter den franska astronomen Louis Godin.
Året 2014 uppkallades plymsvansapan Pithecia isabela efter Isabel Godin des Odonais.